# Golfe de Kavála
Le golfe de Kavála (grec moderne : κόλπος της Καβάλας) est un golfe situé dans le nord de la Mer Égée, dans la partie orientale de la Macédoine, en Grèce. Il fait partie du littoral du nome de Kavála. Entre le golfe et la mer de Thrace est située l'île de Thassos.
Les limites du golfe sont définies par le cap de Vrasídas au sud-ouest et le cap de Keramotí au sud-est. L'entrée du golfe est d'une largeur de 15 milles nautiques, tandis que la profondeur du golfe est de 9,5 milles nautiques. Le golfe est de forme semi-circulaire, avec de légères pentes du fond marin, qui sont plus raides à proximité de la côte. La profondeur moyenne du golfe est de 32 mètres, avec une profondeur maximale de 60 mètres au sein du bassin situé à l'ouest de l'île de Thassos. Le golfe communique avec le reste de la mer à l'est à travers le détroit de Thassos, d'une largeur de 7,3 milles nautiques, tandis qu'au sud-ouest, il communique à travers le bassin de Thassos, d'une largeur de 20 milles nautiques.
La ville de Kavála est construite approximativement à l'embouchure du golfe. À l'ouest de Kavála, se situent des zones d'intérêt touristique comme Néa Péramos ou Néa Iraklítsa, tandis qu'à l'est de Kavála se situent des installations industrielles, ainsi que des terres agricoles. Dans la partie orientale du golfe se situe un certain nombre de lagunes appartenant au parc national de Macédoine-Orientale-et-Thrace. La pollution de la baie est due aux déchets municipaux de Kavála, ainsi que d'autres agglomérations situées sur la côte du golfe, à la production agricole, ainsi qu'à une usine d'engrais phosphatés et à une plate-forme d'extraction pétrolière. L'extraction pétrolière dans la baie commence en 1981, dans le champ de Prínos-Sud (grec moderne : Νότιος Πρίνος), suivi par le champ de Prínos-Nord (grec moderne : Βόρειος Πρίνος) en 1996 et le champ d'Épsilon (grec moderne : Έψιλον) en 2019.